# Râle wéka
Gallirallus australis
Pour les articles homonymes, voir Weka.
Espèce
Statut de conservation UICN

 VU A3bce+4bce : Vulnérable
Statut CITES
Le Râle wéka ou Weka (Gallirallus australis), aussi retrouvé sous le nom d'Ocydrome (ayant été décrit sous le nom de Ocydromus australis), est une espèce de grands oiseaux de la famille des rallidés qui vit en Nouvelle-Zélande. Aujourd'hui en situation de sérieux déclin, le Weka fait l'objet de mesures de protection très restrictives par le Department of Conservation, à l'exception notables des îles Chatham, où considéré comme espèce invasive, il peut légalement être consommé.
Malgré l'importance de la figure du Weka dans la culture populaire néo-zélandaise, il demeure relativement peu étudié. Les informations qui seront données dans cet article font état de connaissances actuelles souvent partielles.

## Biologie

### Morphologie
De couleur brun/beige, parfois même tirant sur le roux, le Weka est un râle de taille importante (environ 30 cm de haut pour une masse de 2 kg pour un adulte). Muni d'un long bec (5/6 cm), il s'en sert d'outil pour trouver sa nourriture et se défendre. L'une de ses particularités est d'être incapable de voler, mais cette caractéristique est toutefois partagée par de nombreuses autres espèces en Nouvelle-Zélande : kiwi, kakapo, takahe ou moa (ce dernier a aujourd'hui disparu), etc.
Il s'aide en revanche de ses ailes pour sauter plus haut et grimper sur les branches basses des arbres, ou lors de combat contre un congénère. Ses ailes lui servent alors pour battre l'air et créer ainsi un nuage de poussière et de feuilles sèches qui aveugle l'adversaire.
Excellent nageur, il est capable de se déplacer sur de longues distances en zones humides, parfois même en mer.
Il y a peu de dimorphisme sexuel.

### Écologie et habitat
Opportuniste et résistant, le Weka peut vivre dans tous types de milieu, sauf en haute montagne, pourvu qu'il puisse y trouver de la nourriture en quantité suffisante et un abri couvert pour son nid. La densité de population et la structure familiale varieront fortement en fonction de la nourriture disponible.
En milieu non-anthropique, le Weka exploite prioritairement les zones humides et le shrub, végétation basse de Nouvelle-Zélande, ainsi que les zones côtières. On peut également rencontrer le Weka en forêt, mais en raison de la faible quantité de nourriture disponible, la densité de population sera moins importante.
Quelques observations de la première moitié du XXe siècle laissent penser que certaines populations qui vivent en moyenne montagne l'hiver pourraient passer l'été en plaine lorsque la nourriture disponible permet une densité de population plus importante.
Le Weka se nourrit principalement de grosses graines, ce qui en fait une espèce clef dans le processus de restauration des forêts humides primaires en Nouvelle-Zélande. Il se nourrit également d'insectes, d'escargots et petits coquillages, et peut à l'occasion s'attaquer à d'autres espèces endémiques (destruction d'œufs ou prédation de juvéniles) et invasives (notamment lapereaux, plus rarement belettes, hermines et jeunes opossums).
En milieu anthropique, les populations de wekas peuvent être beaucoup plus denses. Le Weka se nourrit alors principalement d'insectes et de vers déterrés par les vaches et moutons, en complément de nourriture qu'il trouve dans le shrub environnant.
La reproduction du Weka est fonction de la nourriture disponible. Les biologistes considèrent qu'un couple de weka nidifie une fois par an et donne naissance à deux ou trois poussins. Les observations des fermiers rapportent cependant une deuxième nidification, au début de l'automne, sans doute en raison de la grande quantité de nourriture disponible. Cette seconde nidification ne serait observable qu'en milieu anthropique.

### Éthologie
Connu pour son fighting spirit, le Weka est extrêmement territorial, ce qui rend très délicates les opérations de délocalisation. On rapporte le cas de wekas qui auraient parcouru plusieurs kilomètres en haute mer pour rejoindre des îles dont ils avaient été délocalisés en raison des dégâts importants qu'ils causaient sur des populations d'oiseaux en voie de disparition. Ailleurs, ce sont des wekas originaires d'Hawkes Bay, déplacés dans la région d'Auckland pour renforcer les populations locales, qui ont parcouru plus de 150 kilomètres pour regagner leur territoire.
Un couple occupe généralement un territoire d'environ 1,5 hectare, mais les territoires n'étant généralement pas contigus, il n'est pas rare de voir un individu à quelques kilomètres de son nid.
Le couple se forme (le plus souvent se reforme) au moment de la reproduction. Après une période de cour, ils donnent naissance à quelques jeunes qui resteront avec leurs parents 3 à 4 semaines - souvent plus en milieu anthropique. Les parents se relaient sur le nid, le mâle se nourrissant le jour, la femelle la nuit. En période de nidification, on peut entendre le cri du Weka qui marque son territoire ou maintient un contact sonore avec son conjoint.
Les luttes entre wekas peuvent être très violentes et certains individus sont parfois tués. Le Weka défend également son territoire contre d'autres espèces, telles le pukeko (et peut-être le kiwi) ou les poules domestiques.
Le Weka a développé plusieurs stratégies de lutte contre les prédateurs. Il est tout d'abord à noter qu'un weka adulte ne connaît pas de prédateurs autre que le chien. Il fut autrefois la proie d'oiseaux géants qui peuplaient les îles néo-zélandaises (tel que l'aigle de Haast), mais ils ont aujourd'hui disparu. Face aux chiens, certains wekas semblent avoir tiré parti de leur vitesse de course et de la végétation locale particulièrement dense pour leur échapper. L'Ajonc d'Europe (Ulex europaeus) en particulier, arbuste épineux originaire d'Écosse (aujourd'hui principale plante invasive du Canterbury) lui offre un abri efficace. D'autres wekas ont pris l'habitude de combattre de manière frontale leurs adversaires et de les frapper au museau avec leur bec.
Le Weka a également tout un registre de cris destinés à prévenir ses compagnons ou petits de l'imminence d'un danger, lorsqu'une ombre passe au-dessus du nid par exemple. La situation est plus délicate pour les juvéniles qui peuvent être victimes d'espèces invasives telles que les hermines, les belettes ou les opossums. Si les parents sont capables de défendre leurs petits, il arrive qu'ils aient à les laisser seuls, lorsque l'un est tué notamment.
Enfin, le Weka est réputé curieux et rapide à l'apprentissage. Ses dégâts sur le matériel agricole et dans les maisons sont très importants. Toujours à la recherche de nouveaux territoires, il entre dans les maisons dont il retourne littéralement l'intérieur. Lorsqu'un weka jette son dévolu sur une habitation, il n'est pas rare qu'il la considère comme son territoire, les occupants n'ont alors plus le choix qu'entre la destruction ou la délocalisation de l'animal.

### Sous-espèces et distribution
D'après Alan P. Peterson, il existe quatre sous-espèces de weka :
- le North Island Weka (Gallirallus australis greyi (Buller, 1888)), jadis présent sur toute l'île nord, vit dans quelques poches entre Gisborne et Auckland, et autour de Hawkes Bay ;
- le Buff Weka (Gallirallus australis hectori (Hutton, 1874)) vit sur Chatman Island, une île au large de la Nouvelle-Zélande, dans l'océan Pacifique. En proportion importante (voire menaçante pour les autres espèces), il y est encore chassé ;
- le Stewart Island Weka (Gallirallus australis scotti (Ogilvie-Grant, 1905)) vit, comme son nom l'indique, sur l'Île Stewart, la troisième île de Nouvelle-Zélande ;
- le Western Weka (Gallirallus australis australis (Sparrman, 1786)), le plus gros, pouvait être observé jadis sur toute la côte ouest, des Malborough Sounds au Fiordland. Aujourd'hui, il ne reste que quelques populations dans les Malbourough, à Tasman Bay, dans la Buller et dans la Copeland Valley (et probablement dans le Fiordland). La population de la Buller reste la plus importante du pays, en particulier sur le Cap Foulwind. Enfin, la population de Tasman donne du souci au DOC depuis qu'elle a fortement diminué sans raisons apparentes.

### Menaces et conservation
L'aire de répartition des wekas s'est donc considérablement restreinte. Jadis présent partout, on ne le trouve plus que dans quelques poches. La population de la Buller reste en très bonne santé, à tel point que cela laisse présager une extension de l'aire de distribution vers de nouveaux territoires. Il convient malgré tout de rester prudent, l'effondrement récent des effectifs à Tasman restant inexpliqué.
Les wekas doivent affronter plusieurs menaces. La principale reste les destructions de population par l'homme, soit directes, soit indirectes. De nombreuses personnes en Nouvelle-Zélande tuent des wekas en réaction aux destructions causées dans les exploitations agricoles. D'autres le font par habitude, pour exercer leurs chiens ou parce qu'ils les confondent avec les opossums le soir sur les routes. Les opossums ont été introduits en Nouvelle-Zélande pour leur fourrure. Des individus se sont échappés des enclos et ont colonisé toute l'île. Aujourd'hui considérés comme une espèce invasive, rendus responsables, à tort ou à raison, de la destruction du « bush » néo-zélandais, ils font l'objet d'une éradication systématique. Les simples citoyens sont mis à contribution et une large part d'entre eux participent à cet effort national en écrasant les opossums qui traversent les routes la nuit. Le Weka étant également actif la nuit, il est parfois victime de méprises.
Les espèces invasives sont une autre menace pour le Weka : opossums, hermines, et belettes peuvent tirer parti de l'inattention des parents pour détruire des œufs ou attaquer les juvéniles.
Les wekas sont également victimes de la trappe. Leur cou peut s'allonger dans des proportions étonnantes, aussi certains individus se prennent la tête dans les trappes à hermines et à belette en voulant atteindre le leurre (généralement un œuf). D'autres dévorent les sachets empoisonnés destinés aux opossums. La pose de pièges et de poison dans les zones de présence du Weka font l'objet d'une réglementation spéciale depuis 2004. Les pièges doivent être posés à 70 cm du sol et l'usage du Feratox doit faire l'objet d'une autorisation spéciale. Le problème reste entier en ce qui concerne les zones de recolonisation où il n'a pas eu d'information du public, les wekas n'y étant pas officiellement présents.
La destruction d'habitat est une cause de déclin des populations très importante, notamment dans la Buller où les agriculteurs pratiquent le flipping. Cette technique consiste à retourner une couche de terre sur trois mètres de profondeur afin de détruire la couche imperméable qui freine la pénétration de l'eau. Toute trace de végétation originaire disparaît alors pour laisser place à des prairies sèches. Ce type de milieu fournit au Weka une quantité de nourriture importante, mais le prive d'abris sûrs pour nidifier. Le Department of Conservation a initié en 2005 une campagne de promotion de la haie dans la Buller qui permettrait de maintenir des habitats viables pour le Weka tout en freinant l'érosion chronique qui affecte ces nouvelles terres. Malheureusement, il y a fort à parier que ces haies favoriseront l'implantation d'espèces invasives.
Enfin, certains chercheurs ont avancé l'hypothèse d'une épizootie pour expliquer le déclin de la population de Tasman Bay. Si cette hypothèse était avérée, elle ferait peser une grave menace sur les autres populations de la Côte Ouest.

## Le Weka dans la culture néo-zélandaise

### La poule māori («MāoriHen»)
Le lien qui unit le Weka au peuple māori est très fort et très ancien. Le Weka est un animal très curieux qui s'approche spontanément de l'humain qui entre sur son territoire. Cette curiosité en fait à la fois un gibier de choix et un compagnon pour le promeneur solitaire.
Les Māori attribuent au Weka de nombreuses qualités. Ils voient notamment en lui un oiseau très intelligent capable de s'adapter très vite à un nouvel environnement. Ainsi, un proverbe māori dit : « quand le Weka brise un piège, il ne reviendra pas. »
Cette intimité entre les premiers colonisateurs de la Nouvelle-Zélande et les wekas a intéressé les Européens, si bien que ceux-là ont très vite appelé le Weka « la poule māori. » Ce terme est néanmoins perçu péjorativement dans l'île Nord, où vivent la majorité des Māori. Ceux-ci pensent que le qualificatif « māori » a été attribué au Weka en raison de la réputation de voleur qu'il partage avec le peuple māori.

### Le Weka dans la culturepakeha
Les premiers Européens ont très vite adopté le weka, et ce pour plusieurs raisons. Le Weka a tout d'abord été le premier oiseau qu'ils ont pu fréquenter dans le bush. Au contraire du kiwi, par exemple, le Weka n'est absolument pas craintif, si bien qu'il fut une compagnie pour les bushmen qui délaissaient leurs familles des jours durant pour aller travailler en forêt ou à la mine. De vieux bûcherons et de vieux mineurs de la Buller ont domestiqué des wekas, les ont nommés et les reconnaissaient grâce à un système de baguages.
Le Weka fut aussi considéré comme représentant des valeurs néo-zélandaises en raison de son extrême territorialité, de sa combativité et de son dévouement à ses petits. Au XIXe siècle, lorsque les néo-zélandais ont eu à se prononcer sur qui, du Weka ou du kiwi, serait l'emblème de la Nouvelle-Zélande, la lutte fut rude entre partisans des deux camps. Le kiwi fut finalement choisi en raison de son caractère unique dans le règne animal.

### LeTrickster
En conclusion, nous pouvons dire que le Weka est un « analogon » du coyote et du renard dans la culture néo-zélandaise – il est d'ailleurs notable qu'il occupe une niche écologique similaire et partage avec lui un certain nombre de caractères. Il est le Trickster, le Goupil, le clown cynique et rusé, qui, tout en étant très attachant, est souvent maudit en raison des dégâts qu'il cause. C'est pourquoi, s'il ne se trouvera jamais un Néo-Zélandais pour souhaiter sa disparition, ceux qui vivent dans son voisinage trouvent souvent légitime de vouloir s'en débarrasser. Toute la difficulté de sa conservation est résumée dans cette ambivalence qu'entretiennent les Néo-Zélandais à son égard.
On retrouve une même ambivalence dans les mesures prises par le DOC pour protéger le weka. Tandis qu'une partie des agents du DOC travaillent à sa conservation, une autre partie essaie de réparer les dommages qu'il cause sur des espèces en voie de disparition, parfois en délocalisant de force certaines populations de wekas.

### Homonymie
Le terme Weka désigne un outil logiciel sous licence GPL dont la mascotte est l'animal "Weka". Cet outil est utilisé et très connu en data mining et a été créé par l'université de Waikato.